# Arietellus simplex
Arietellus simplex is een eenoogkreeftjessoort uit de familie van de Arietellidae. De wetenschappelijke naam van de soort werd in 1905 voor het eerst geldig gepubliceerd door Georg Ossian Sars.